# Cepoy
Ne pas confondre avec Chepoix, anciennement Cepoy, dans l'Oise.
Cepoy est une commune française située dans le département du Loiret en région Centre-Val de Loire.

## Géographie

### Localisation

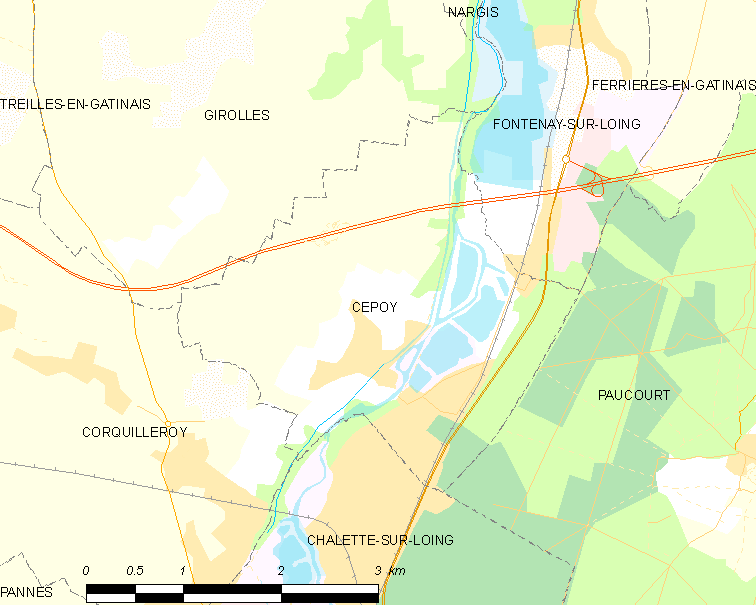
Carte de la commune de Cepoy et des communes limitrophes.

La commune de Cepoy se trouve dans le quadrant nord-est du département du Loiret, dans la région agricole du Gâtinais pauvre. À vol d'oiseau, elle se situe à 63,8 km  d'Orléans, préfecture du département, à 5,3 km de Montargis, sous-préfecture, et à 3,8 km de Châlette-sur-Loing, ancien chef-lieu du canton dont dépendait la commune avant mars 2015. La commune fait partie du bassin de vie de Montargis
Les villes les plus proches sont : Girolles (2,3 km), Corquilleroy (3 km), Châlette-sur-Loing (3,8 km), Paucourt (4,4 km), Montargis (5,3 km), Pannes (6,1 km), Gondreville (6,2 km), Ferrières-en-Gâtinais (6,5 km), Villemandeur (6,5 km), Treilles-en-Gâtinais (6,7 km) et Fontenay-sur-Loing (6,9 km).
| Girolles     | Fontenay-sur-Loing         |          |
| Corquilleroy | Cepoy                      | Paucourt |
|              | Châlette-sur-Loing – Lancy |          |

### Géologie et relief

#### Géologie
La commune se situe dans le sud du Bassin parisien, le plus grand des trois bassins sédimentaires français. Cette vaste dépression, occupée dans le passé par des mers peu profondes et des lacs, a été comblée, au fur et à mesure que son socle s’affaissait, par des sables et des argiles, issus de l’érosion des reliefs alentours, ainsi que des calcaires d’origine biologique, formant ainsi une succession de couches géologiques.
Les couches affleurantes sur le territoire communal sont constituées de formations superficielles du Quaternaire et de roches sédimentaires datant du Cénozoïque, l'ère géologique la plus récente sur l'échelle des temps géologiques, débutant il y a 66 millions d'années, et du Mésozoïque, anciennement appelé Ère secondaire, qui s'étend de −252,2 à −66,0 Ma. La formation la plus ancienne est de la craie blanche à silex remontant à la période Crétacé. La formation la plus récente est des alluvions récentes des lits mineurs remontant à l’époque Holocène de la période Quaternaire. Le descriptif de ces couches est détaillé dans  les feuilles « n°329 - Château-Landon » et « n°365 - Montargis » de la carte géologique au 1/50 000ème du département du Loiret, et leurs notices associées,.

Carte géologique de la commune

|  | Fz : | alluvions récentes des lits mineurs, Holocène                                                     |
|  | Fy : | alluvions récentes des levées et montilles de la Loire et des basses terrasses du Loing, Holocène |

|  | qOE : | Limons et Loess, Quaternaire |

|  | g1CEt : | calcaire d'Étampes, Stampien supérieur |

|  | e4PN : | poudingue de Nemours, Paléocène-Éocène inférieur |

|  | e1-4Rc : | complexe argilo-sableux à silex = argiles à silex, Paléocène-Éocène inférieur |

|  | c5Cr : | craie blanche à silex, Campanien |

#### Relief
La superficie cadastrale de la commune publiée par l’Insee, qui sert de références dans toutes les statistiques, est de 8,52 km2,. La superficie géographique, issue de la BD Topo, composante du Référentiel à grande échelle produit par l'IGN, est quant à elle de 8,44 km2. Son relief est relativement plat puisque la dénivelée maximale atteint 37 mètres. L'altitude du territoire varie entre 77 m et 114 m.

### Hydrographie
Cepoy est traversée par deux voies d'eau :
- à la lisière du bourg historique et au pied de la pente occidentale de la vallée du Loing, le canal du Loing, qui est navigable ;
- à l'écart du bourg, à environ 300 mètres à l'Est, le Loing, rivière affluent de la rive gauche de la Seine, aujourd'hui non navigable, franchi par un pont nommé « pont de la Girafe »[16].

### Lieux-dits et écarts
Le Bourg, Montenon, Montigny Rapine, le Moulois, les Murgères, le Parc, Puy-la-Laude, le Tranchoir, les Vallées.

### Climat
Pour des articles plus généraux, voir Climat du Centre-Val de Loire et Climat du Loiret.
En 2010, le climat de la commune est de type climat océanique dégradé des plaines du Centre et du Nord, selon une étude du CNRS s'appuyant sur une série de données couvrant la période 1971-2000. En 2020, Météo-France publie une typologie des climats de la France métropolitaine dans laquelle la commune est exposée à un climat océanique altéré et est dans la région climatique Nord-est du bassin Parisien, caractérisée par un ensoleillement médiocre, une pluviométrie moyenne régulièrement répartie au cours de l’année et un hiver froid (3 °C).
Pour la période 1971-2000, la température annuelle moyenne est de 11 °C, avec une amplitude thermique annuelle de 15,5 °C. Le cumul annuel moyen de précipitations est de 689 mm, avec 11,1 jours de précipitations en janvier et 7,3 jours en juillet. Pour la période 1991-2020, la température moyenne annuelle observée sur la station météorologique de Météo-France la plus proche, sur la commune d'Amilly à 8 km à vol d'oiseau, est de 11,7 °C et le cumul annuel moyen de précipitations est de 642,8 mm,. Pour l'avenir, les paramètres climatiques de la commune estimés pour 2050 selon différents scénarios d'émission de gaz à effet de serre sont consultables sur un site dédié publié par Météo-France en novembre 2022.

### Milieux naturels et biodiversité

#### Zones nationales d'intérêt écologique, faunistique et floristique

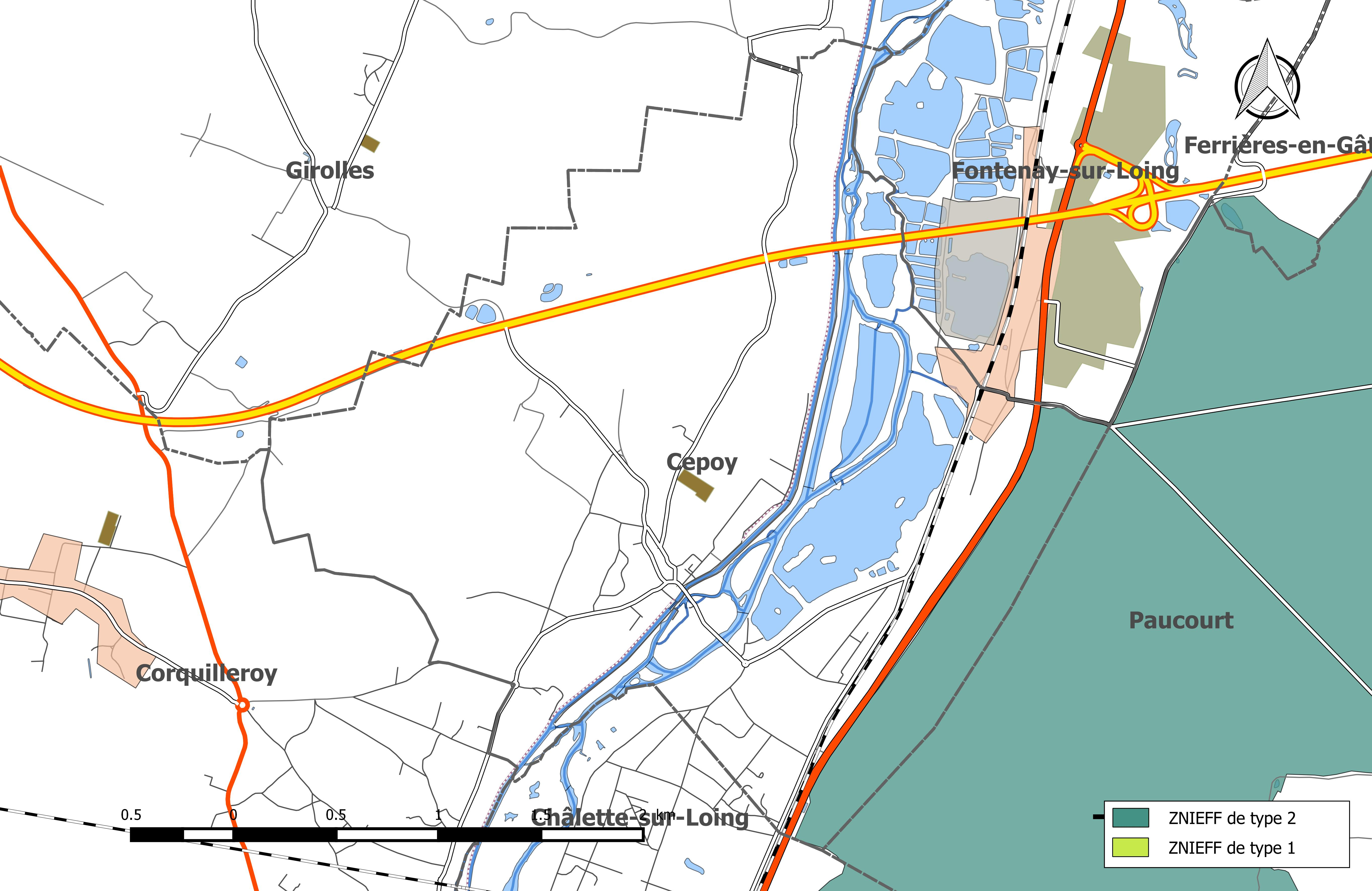
Carte des ZNIEFF de la commune et de ses abords.

L’inventaire des zones naturelles d'intérêt écologique, faunistique et floristique (ZNIEFF) a pour objectif de réaliser une couverture des zones les plus intéressantes sur le plan écologique, essentiellement dans la perspective d’améliorer la connaissance du patrimoine naturel national et de fournir aux différents décideurs un outil d’aide à la prise en compte de l’environnement dans l’aménagement du territoire. Le territoire communal de Cepoy comprend une ZNIEFF.
La ZNIEFF, de deuxième génération et de type 2, dénommée forêt de Montargis, d'une superficie de 4 598 hectares, est répertoriée depuis 1985-86 pour ses intérêts écologiques et faunistiques. Elle s'étend sur 9 communes, dont Cepoy pour la frange nord-ouest de la ZNIEFF correspondant à la partie est de la commune. Son altitude varie entre 88 et 133 m. Le chêne est l'essence la plus représentée, toutefois, la chênaie-hêtraie est présente sous forme de stations de faible superficie. La flore se caractérise par la présence de végétaux associés aux sols acides comme la callune (Calluna vulgaris), la violette des chiens (Viola canina) ou la myrtille (vaccinium myrtillus), et aux sols neutres à légèrement alcalins sur calcaire ou marne (Rosa micrantha, la scille à deux feuilles (Scilla bifolia), le céphalanthère à longues feuilles (Cephalanthera longifolia), le gaillet odorant (Galium odoratum). Un réseau complexe de mares (toutes ne sont pas en eau la même année) conduit à de notables déplacements d'amphibiens en période de reproduction. Le nord-est du massif est ainsi directement concerné. Le nord du massif, nettement relié à la vallée de la Clairis correspond également à un secteur de mouvements importants de mammifères grands et petits ainsi que pour l'avifaune. L' intérêt pour les chiroptères semble s'être déplacé durant les années vers la vallée de la Clairis.
La forêt de Montargis est gérée par l'Office national des forêts.

## Histoire

### Préhistoire

#### La Pierre-aux-Fées
Avec sa position dans le Bassin parisien et dans la vallée du Loing, la station de la Pierre-aux-Fées est l'un des sites les plus importants du Paléolithique final pour les contacts entre le nord et le sud de la plaine européenne centrale et occidentale. Son occupation date du Magdalénien supérieur et final mais avec des particularités.
Bien conservée, elle a fourni une industrie lithique incluant des pointes à cran hambourgiennes, des pointes à dos anguleux très proches des pointes hambourgiennes, des perçoirs de type Zinken (les rares perçoirs très fins étant sur éclats), d'étroits grattoirs sur bout de lame à front très plat. Les silex sont façonnés par débitage laminaire de nucleus aménagés, souvent bipolaires. Il y a très peu de lamelles à dos rabattu, ce qui distingue cet ensemble du Magdalénien final. Mais il se distingue aussi du Hambourgien pur par l'absence de formes microlithiques et le fait que les grattoirs sont plus étroits et leur plan de travail plus plat que celui des grattoirs hambourgiens. 

Plusieurs auteurs (Schmider, 1971 ; Tromnau, 1981 ; Kobusiewicz 1983 ; Allain, 1989) ont proposé l’existence de contacts entre le Hambourgien et notamment le Magdalénien du Bassin parisien, sur la base de la présence régulière de pointes lithiques évoquant entre autres les pointes à cran hambourgiennes qui, dans certains inventaires, l'emportent même sur les lamelles à dos, armatures typiques du Magdalénien. L'industrie lithique du locus 7 du Tureau des Gardes (Marolles-sur-Seine) présente les mêmes caractéristiques hambourgiennes que celle de la Pierre-aux-Fées.
La même époque a fourni une plaquette gravée représentant une tête de cheval délicatement dessinée de 4 cm de long.
Deux foyers de la couche IV dans le secteur 2 indiqueraient l'emplacement d'une structure d'habitat.
En 1983 la station de la Pierre-aux-Fées est en cours de fouille.
Sites proches
Un autre site du Paléolithique supérieur est découvert fin septembre 1974 au lieu-dit La Maison Blanche, à 2,4 km au nord sur la commune de Fontenay-sur-Loing. Malgré la proximité avec la Pierre-aux-Fées, la Maison Blanche est un site du Magdalénien typique, sans tendances hambourgiennes.
Un peu plus éloignés, à 50 km au nord se trouvent le grand site magdalénien de Pincevent et ceux de Marolles-sur-Seine (Seine-et-Marne). Le site de Marsangy (Yonne) est à un peu moins de 50 km à  l'est.

### Antiquité
Le Chalat
Établissement rural occupé entre le Ier siècle avant notre ère et le Ier siècle de notre ère.

### Moyen-Âge
Cepoy fut, jusqu'au milieu du XIVe siècle, le siège d'un bailliage qui fut transféré à Montargis en raison de l'essor pris par cette cité, en raison de la fréquentation royale de son château.

### Temps modernes
Un relais de poste a existé jusque dans la seconde moitié du XVIIIe siècle au hameau de Puy la Laude, en contrebas du tracé actuel de la route nationale 7, à la lisière ouest de la forêt de Montargis.
En 1743, Cepoy fut érigée en marquisat sous Louis XV, au profit de Guillaume Bouvier de La Motte (1686-1759), petit-neveu de Madame Guyon, célèbre mystique amie et correspondante de Fénelon.
La physionomie du château de Cepoy (qui héberge aujourd'hui une école des Compagnons du devoir), date à peu près de cette époque, la construction d'origine, datant du règne de François Ier, ayant été fortement remaniée.
La gare de Cepoy sur la ligne de Moret - Veneux-les-Sablons à Lyon-Perrache est mise en service vers 1888 par la Compagnie des chemins de fer de Paris à Lyon et à la Méditerranée (PLM). Elle était encore en service en 1975, elle a été fermée et détruite depuis.

### Héraldique
| Blason de Cepoy | Les armes de Cepoy se blasonnent ainsi : De gueules à un chevron d'or accompagné de trois trèfles du même. (armoiries de la famille Bouvier de La Motte, marquis de Cepoy) |

## Urbanisme

### Typologie
Au 1er janvier 2024, Cepoy est catégorisée ceinture urbaine, selon la nouvelle grille communale de densité à sept niveaux définie par l'Insee en 2022.
Elle appartient à l'unité urbaine de Montargis, une agglomération intra-départementale regroupant huit  communes, dont elle est une commune de la banlieue,,. Par ailleurs la commune fait partie de l'aire d'attraction de Montargis, dont elle est une commune de la couronne,. Cette aire, qui regroupe 33 communes, est catégorisée dans les aires de 50 000 à moins de 200 000 habitants,.

### Occupation des sols
L'occupation des sols de la commune, telle qu'elle ressort de la base de données européenne d’occupation biophysique des sols Corine Land Cover (CLC), est marquée par l'importance des territoires agricoles (43,7 % en 2018), en diminution par rapport à 1990 (53,9 %). La répartition détaillée en 2018 est la suivante : 
terres arables (43,7 %), zones urbanisées (23,3 %), forêts (20,1 %), espaces verts artificialisés, non agricoles (8,5 %), eaux continentales (4,4 %).
L’évolution de l’occupation des sols de la commune et de ses infrastructures peut être observée sur les différentes représentations cartographiques du territoire : la carte de Cassini (XVIIIe siècle), la carte d'état-major (1820-1866) et les cartes ou photos aériennes de l'IGN pour la période actuelle (1950 à aujourd'hui).

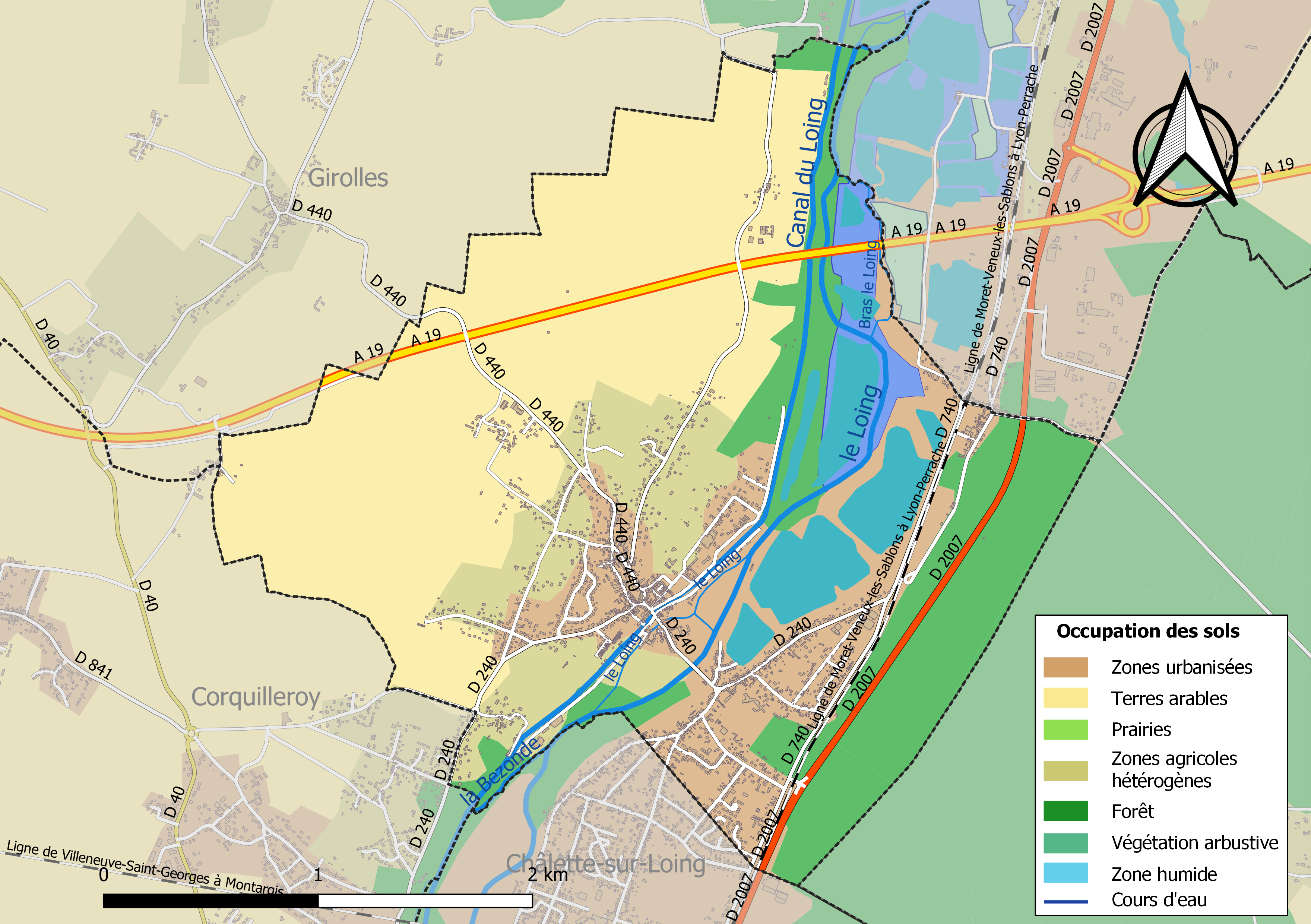
Carte des infrastructures et de l'occupation des sols de la commune en 2018 (CLC).
Carte orthophotographique de la commune en 2016.

### Organisation urbaine
La commune est traversée par la vallée du Loing qui est limitée en rive gauche par le canal du Loing, et en rive droite par la RD 240 et la voie S.N.C.F. et mitée par diverses anciennes sablières. L'urbanisation s'est développée des deux côtés de la vallée, quelques équipements dont la mairie étant cependant implantés sur une île entre deux bras de la rivière.

### Voies de communication et transports

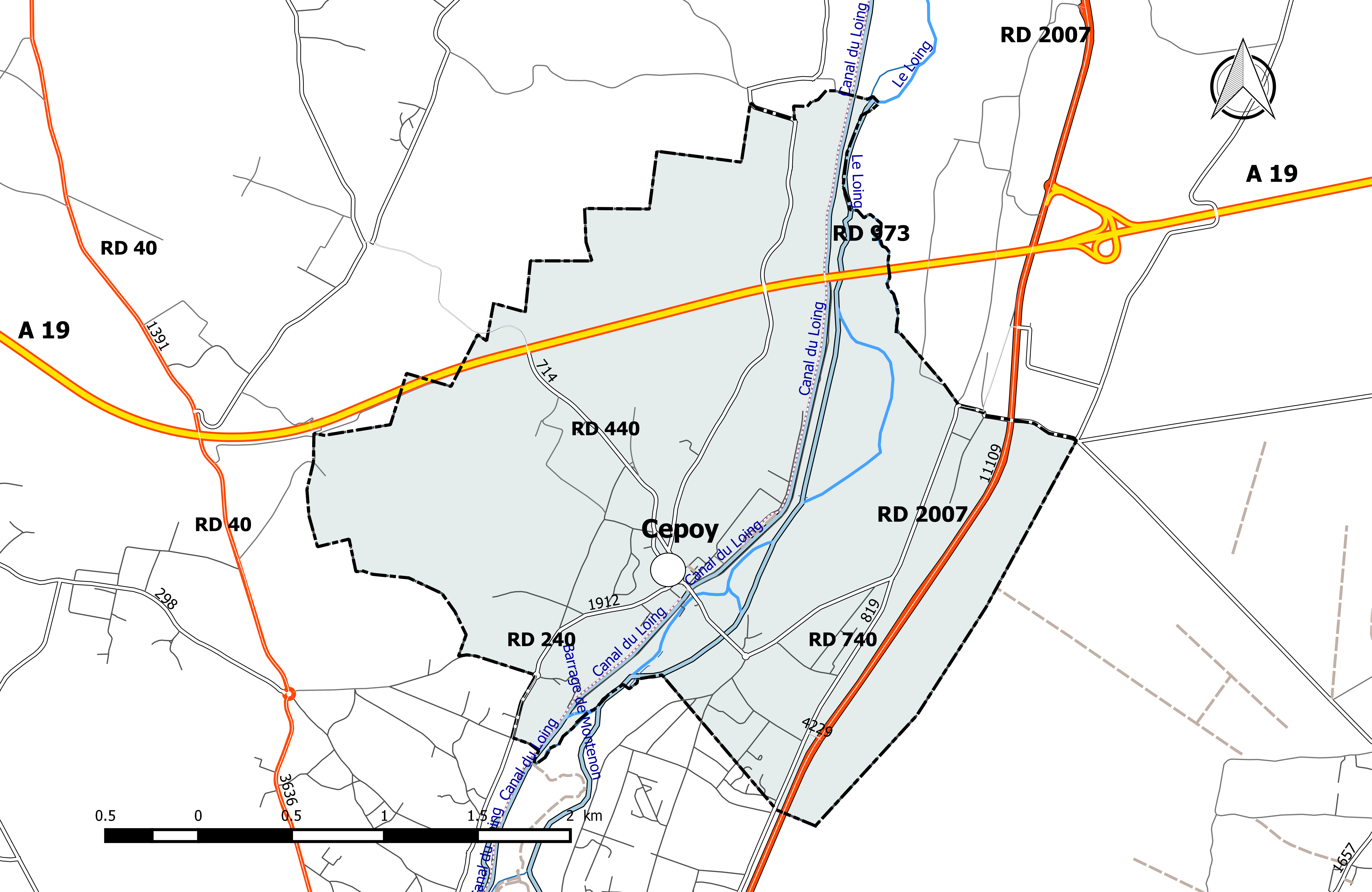
Réseau routier principal de la commune de Cepoy (avec indication du trafic routier 2014).

La commune est desservie par les transports en commun de l'agglomération montargoise.

### Risques naturels et technologiques
La commune de Cepoy est vulnérable à différents aléas naturels : inondations (par débordement du Loing), climatiques (hiver exceptionnel ou canicule), mouvements de terrains ou sismique (sismicité faible).
Elle est également exposée à un risque technologique : le risque de transport de matières dangereuses
.
Entre 1999 et 2019, quatre arrêtés ministériels ayant porté reconnaissance de catastrophe naturelle ont été pris pour le territoire de la commune  de Cepoy : trois  pour des inondations et coulées de boues et un pour des mouvements de terrains.

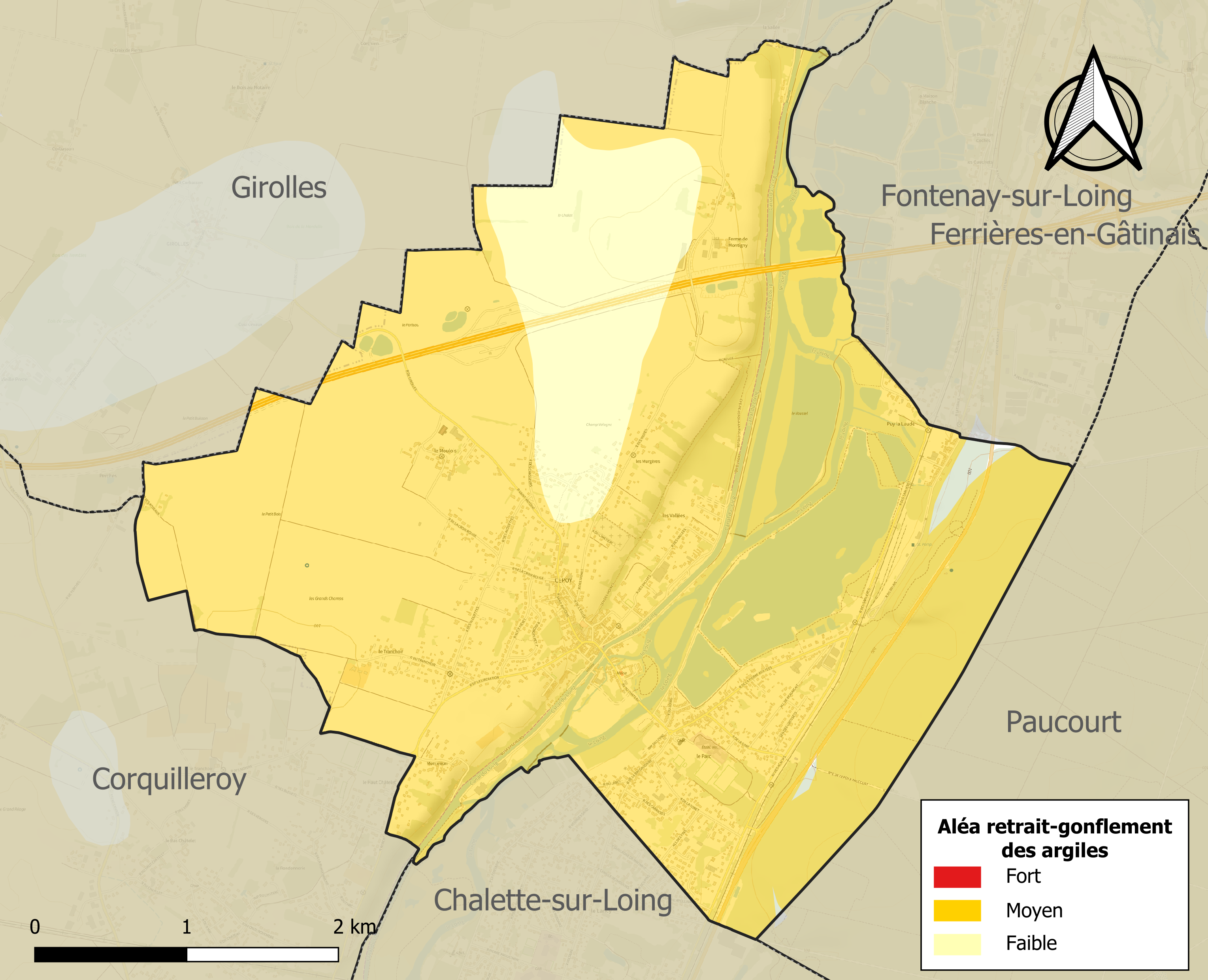
Carte de l'aléa retrait-gonflement des argiles concernant la commune de Cepoy

#### Risques naturels
Les constructions exposées au risque d'inondation pour une crue centennale représentaient en 2007 environ 40 logements, soit près de 110 habitants, quelques bâtiments à usage d’activités (commerce, moulin), des établissements recevant du public et plusieurs équipements sensibles (mairie, camping, avenue du Château…). Les crues du Loing ont essentiellement lieu aux mois de décembre, janvier et février, qui concentrent l’ensemble des crues majeures, plus rarement en automne (octobre 1896), et au printemps (mai 1836). Les deux crues de référence sont celles de janvier 1910 (3,16 m à Montargis) et de mai-juin 2016 (3,36 m à la même station),. Le risque d'inondation est pris en compte dans l'aménagement du territoire de la commune par le biais du Plan de prévention du risque inondation (PPRI) Agglomération montargoise et Loing Aval approuvé le 20 juin 2007 par arrêté préfectoral et modifié en 2013 pour la commune de Dordives.
Le territoire de la commune peut également être concerné par un risque d'effondrement de cavités souterraines non connues. Une cartographie départementale de l'inventaire des cavités souterraines et des désordres de surface a été réalisée. Il a été recensé sur la commune plusieurs effondrements de cavités.
Par ailleurs, le sol du territoire communal peut faire l'objet de mouvements de terrain liés à la sécheresse. Le phénomène de retrait-gonflement des argiles est la conséquence d'un changement d'humidité des sols argileux. Les argiles sont capables de fixer l'eau disponible mais aussi de la perdre en se rétractant en cas de sécheresse. Ce phénomène peut provoquer des dégâts très importants sur les constructions (fissures, déformations des ouvertures) pouvant rendre inhabitables certains locaux. Celui-ci a particulièrement affecté le Loiret après la canicule de l'été 2003. Une grande partie du territoire de la commune est soumis à un aléa « moyen » face à ce risque, selon l'échelle définie par le Bureau de recherches géologiques et minières (BRGM).
Depuis le 22 octobre 2010, la France dispose d’un nouveau zonage sismique divisant le territoire national en cinq zones de sismicité croissante. La commune, à l’instar de l’ensemble du département, est concernée par un risque très faible.

#### Risques technologiques
La commune est concernée par le risque de transport de matières dangereuses, en raison du passage sur son territoire d'itinéraires routiers structurants supportant un fort trafic (l'autoroute A77 et la route départementale D740),.

## Politique et administration

### Découpage territorial

#### Bloc communal: Commune et intercommunalités
La paroisse et bourg de Cepoy acquiert le statut de municipalité avec le  décret du 12 novembre 1789 de l'Assemblée Nationale puis celui de « commune », au sens de l'administration territoriale actuelle, par le décret de la Convention nationale du 10 brumaire an II (31 octobre 1793). Il faut toutefois attendre la loi du 5 avril 1884 sur l'organisation municipale pour qu'un régime juridique uniforme soit défini pour toutes les communes de France, point de départ de l’affirmation progressive des communes face au pouvoir central.
Aucun événement de restructuration majeure du territoire, de type suppression, cession ou réception de territoire, n'a affecté la commune depuis sa création.

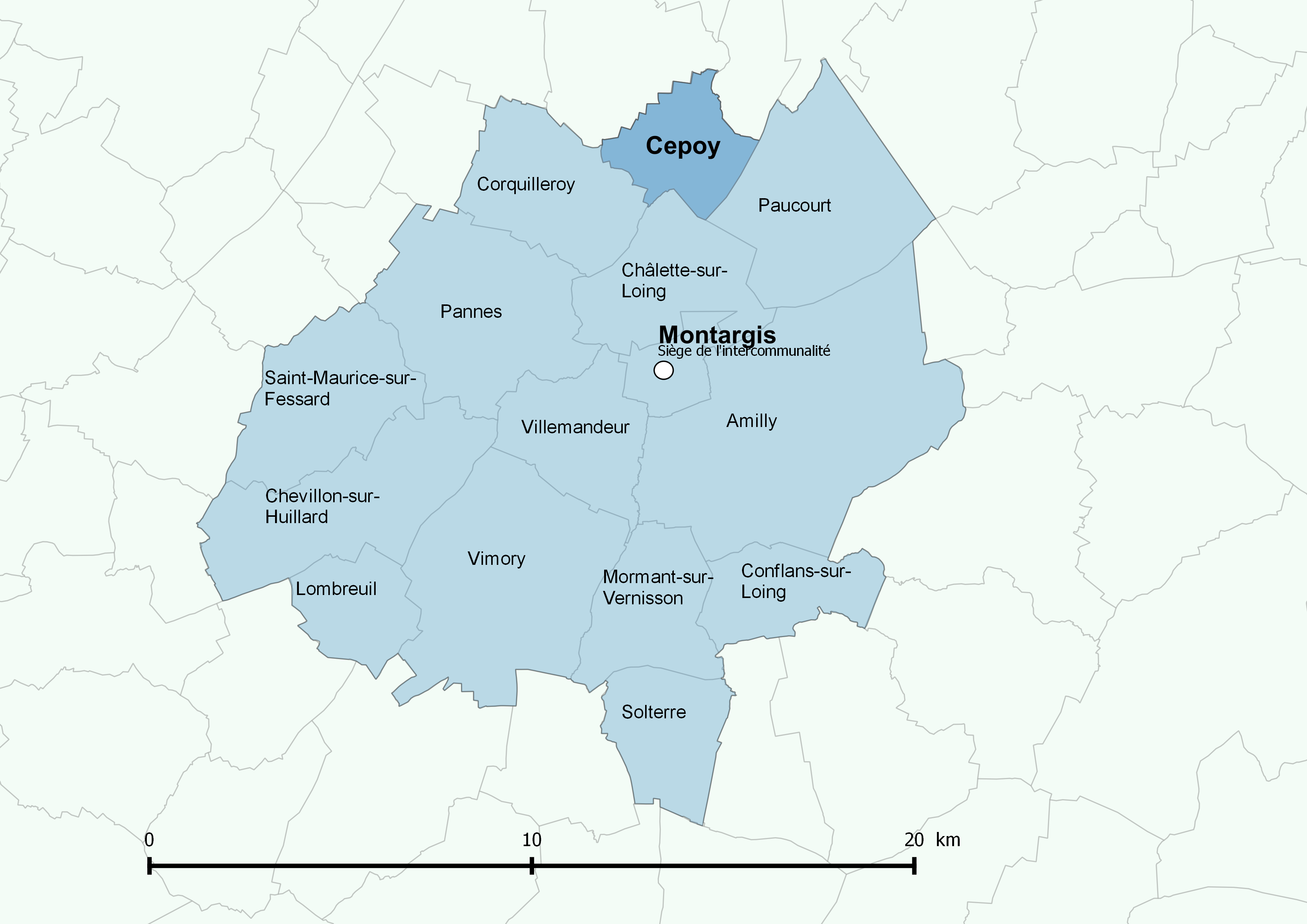
Localisation de la commune de Cepoy dans la communauté d'agglomération Agglomération Montargoise et Rives du Loing.

Initialement constitué par arrêté préfectoral le 30 mai 1959, le district urbain de l’agglomération Montargoise, le plus ancien district de France, regroupait huit communes dont la commune de Cepoy. Celui-ci avait des compétences réduites : ordures ménagères, transports, service départemental d’incendie et de secours (SDIS) et assainissement. La communauté d’agglomération a été créée dans l’optique d’avoir une mutualisation des moyens. En application des dispositions de la loi no 99-586 du 12 juillet 1999 relative au renforcement et à la simplification de la coopération intercommunale, le district s’est transformé en communauté d’agglomération qui a pris le nom de « Agglomération Montargoise et Rives du Loing » par arrêté préfectoral du 14 décembre 2001. Les statuts dont été adoptés le 13 juin 2002. La commune appartient à d'autres établissements publics de coopération intercommunale, de type syndicats ou autres regroupements intercommunaux. Le découpage territorial de ces structures est en constante évolution dans une perspective de rationalisation et d'efficience des services.
La loi du 7 août 2015 portant nouvelle organisation territoriale de la République (dite loi NOTRe), visant une réduction du nombre d'intercommunalités en France, fait passer de 5 000 à 15 000 habitants, sauf exceptions, le seuil démographique minimal pour constituer une intercommunalité et a un impact sur les périmètres des intercommunalités du département du Loiret dont le nombre passe de 28 à 16. Mais la communauté d'agglomération Agglomération Montargoise et Rives du Loing, dont la population totale dépasse le nouveau seuil minimal, ne voit pas son périmètre changer et la commune de Cepoy en reste donc membre. Cette loi a toutefois un impact sur ses compétences avec l'attribution de nouvelles compténces comme de la gestion des milieux aquatiques et de la prévention des inondations à partir du 1er janvier 2018.

#### Circonscriptions de rattachement
Sous l'Ancien Régime, à la veille des États généraux de 1789, la paroisse de Cepoy était rattachée sur le plan ecclésiastique à l'ancien diocèse de Sens et sur le plan judiciaire au bailliage de Montargis.
La loi du 22 décembre 1789 divise le pays en 83 départements découpés chacun en six à neuf districts eux-mêmes découpés en cantons regroupant des communes. Les districts, tout comme les départements, sont le siège d’une administration d’État et constituent à ce titre des circonscriptions administratives. La commune de Cepoy est alors incluse dans le canton de Montargis, le district de Montargis et le département du Loiret.
La recherche d’un équilibre entre la volonté d’organiser une administration dont les cadres permettent l’exécution et le contrôle des lois d’une part, et la volonté d’accorder une certaine autonomie aux collectivités de base (paroisses, bourgs, villes) d’autre part, s’étale de 1789 à 1838. Les découpages territoriaux évoluent ensuite au gré des réformes visant à décentraliser ou recentraliser l'action de l'État. La régionalisation fonctionnelle des services de l'État (1945-1971) aboutit à la création de régions. L'acte I de la décentralisation de 1982-1983 constitue une étape importante en donnant l'autonomie aux collectivités territoriales, régions, départements et communes. L'acte II intervient en 2003-2006, puis l'acte III en 2012-2015.
Le tableau suivant présente les rattachements, au niveau infra-départemental, de la commune de Cepoy aux différentes circonscriptions administratives et électorales ainsi que l'historique de l'évolution de leurs territoires.
| Circonscription             | Nom                | Période   | Type                         | Évolution du découpage territorial |
| --------------------------- | ------------------ | --------- | ---------------------------- | --- |
| District                    | Montargis          | 1790-1795 | Administrative               | La commune est rattachée au district de Montargis de 1790 à 1795,. La Constitution du 5 fructidor an III, appliquée à partir de vendémiaire an IV (1795) supprime les districts, rouages administratifs liés à la Terreur, mais maintient les cantons qui acquièrent dès lors plus d'importance. |
| Canton                      | Montargis          | 1790-1801 | Administrative et électorale | En 1790, lors de la création des cantons, districts et départements, la commune de Cepoy est rattachée au canton de Montargis. Les cantons sont supprimés, en tant que découpage administratif, par une loi du 26 juin 1793, et ne conservent qu'un rôle électoral. Ils permettent l’élection des électeurs du second degré chargés de désigner les députés. Ils acquièrent une fonction administrative avec la disparition des districts en 1795. |
| Canton                      | Montargis          | 1801-1973 | Administrative et électorale | Sous le Consulat, un redécoupage territorial visant à réduire le nombre de justices de paix ramène le nombre de cantons dans le Loiret de 59 à 31. Cepoy est alors rattachée au canton de Montargis par arrêté du 9 vendémiaire an X (30 septembre 1801),. |
| Canton                      | Châlette-sur-Loing | 1973-2015 | Administrative et électorale | En 1973, la commune est rattachée au canton de Châlette-sur-Loing, un canton issu de la division de l'ancien cantonde Montargis,. |
| Canton                      | Châlette-sur-Loing | 2015-     | Électorale                   | La loi du 17 mai 2013 et ses décrets d'application publiés en février et mars 2014 introduisent un nouveau découpage territorial pour les élections départementales. La commune est alors rattachée au canton de Châlette-sur-Loing. Depuis cette réforme, plus aucun service de l'État n'exerce sa compétence sur un territoire s'appuyant sur le nouveau découpage cantonal. Le canton a disparu en tant que circonscription administrative de l'État ; il est désormais uniquement une circonscription électorale dédiée à l'élection d'un binôme de conseillers départementaux siégeant au conseil départemental. |
| Arrondissement              | Montargis          | 1801-     | Administrative               | Cepoy est rattachée à l'arrondissement de Montargis depuis sa création en 1801,. |
| Circonscription législative | 4e circonscription | 2010-     | Électorale                   | Lors du découpage législatif de 1986, le nombre de circonscriptions législatives passe dans le Loiret de 4 à 5. Un nouveau redécoupage intervient en 2010 avec la loi du 23 février 2010. En attribuant un siège de député « par tranche » de 125 000 habitants, le nombre de circonscriptions par département varie désormais de 1 à 21,. Dans le Loiret, le nombre de circonscriptions passe de cinq à six. La réforme n'affecte pas Cepoy qui reste rattachée à la quatrième circonscription. |

#### Collectivités de rattachement
La commune de Cepoy est rattachée au département du Loiret et à la région Centre-Val de Loire, à la fois circonscriptions administratives de l'État et collectivités territoriales.

### Politique et administration municipales

#### Conseil municipal et maire
Depuis les élections municipales de 2014, le conseil municipal  de Cepoy, commune de plus de 1 000 habitants, est élu au scrutin proportionnel de liste à deux tours (sans aucune modification possible de la liste), pour un mandat de six ans renouvelable. Il est composé de 19 membres. L'exécutif communal, est constitué par le maire, élu par le conseil municipal, parmi ses membres, pour un mandat de six ans, c'est-à-dire pour la durée du mandat du conseil.
| Période                                  | Période   | Identité            | Étiquette       | Qualité                                                                               |
| ---------------------------------------- | --------- | ------------------- | --------------- | ------------------------------------------------------------------------------------- |
| 1791                                     | ?         | Pierre Bizieux      |                 |                                                                                       |
| 1871                                     | ?         | Guillaume Lacroix   | Gauche radicale | Entrepreneur en travaux publics Conseiller général du canton de Ferrières (1877-1901) |
| 1955                                     | mars 1977 | Georges Petit       |                 |                                                                                       |
| mars 1977                                | mars 1989 | Jean Bezeault       |                 |                                                                                       |
| mars 1989                                | juin 1995 | Jean Lamy           |                 |                                                                                       |
| juin 1995                                | mars 2008 | Paul Ferrari        | DVD             | Médecin Vice-président de la communauté d’agglomération montargoise (2001-2008)       |
| mars 2014                                | mai 2020  | Jean-Paul Schouleur |                 | retraité                                                                              |
| mai 2020                                 | En cours  | Régis Guerin,       |                 | Ancien cadre                                                                          |
| Les données manquantes sont à compléter. |           |                     |                 |                                                                                       |

En 2008, la commune a reçu le label « Ville Internet ».

### Jumelages
Dals-Ed (Suède).

## Équipements et services

### Environnement

#### Gestion des déchets
En 2016, la commune est membre du syndicat mixte de ramassage et de traitement des ordures ménagères (SMIRTOM) de Montargis, créé en 1968. Celui-ci assure la collecte et le traitement des ordures ménagères résiduelles, des emballages ménagers recyclables et des encombrants en porte à porte et du verre en points d’apport volontaire. Un réseau de trois déchèteries accueille les encombrants et autres déchets spécifiques (déchets verts, déchets dangereux, gravats, ferraille, cartons…). La déchèterie la plus proche de la commune est située sur la commune d'Amilly.
Le SMIRTOM de Montargis procède également à l'élimination et la valorisation énergétique des déchets ménagers et de ceux issus de la collecte sélective dans l'unité d'Amilly, construite en 1969. Une convention de délégation du service public de traitement a été conclue en 2013 avec la société Novergie Centre, filiale énergie du Groupe Suez pour la valorisation énergétique des déchets.
Depuis le 1er janvier 2017, la « gestion des déchets ménagers » ne fait plus partie des compétences de la commune mais est une compétence obligatoire de la communauté d'agglomération Agglomération montargoise et rives du Loing en application de la loi NOTRe du 7 août 2015.

#### Production et distribution d'eau
Le service public d’eau potable est une compétence obligatoire des communes depuis l’adoption de la loi du 30 décembre 2006 sur l’eau et les milieux aquatiques. La commune de Cepoy a délégué la gestion du service au syndicat intercommunal d'alimentation en eau potable de la région du Puy la Laude, un syndicat créé en 1957 desservant cinq communes : Cepoy, Corquilleroy, Fontenay-sur-Loing, Girolles et Paucourt,,. Au 31 décembre 2016, la production et la distribution de l'eau potable sur le territoire communal relèvent désormais de la compétence de la communauté de l'agglomération montargoise et des rives du Loing (A.M.E.) qui assure la représentation-substitution des communes adhérentes au SIAEP, dont Cepoy, au sein de celui-ci. 7 497 habitants étaient desservis par le syndicat en 2015 (7 473 au 31/12/2014). Les trois ressources sont les deux forages situés sur la commune de Cepoy et le puits de l’Abymes sur la commune de Paucourt.
Le  volume  prélevé en 2015 atteint 588 064 m3 d'eaux brutes. Le volume d'eau consommée s'élève en 2015 à 369 215 m3 et est distribuée à 4 197 abonnés dont 1 424 sur la commune de Cepoy.

#### Assainissement
La compétence assainissement, qui recouvre obligatoirement la collecte, le transport et l’épuration des eaux usées, l’élimination des boues produites, ainsi que le contrôle des raccordements aux réseaux publics de collecte, est également assurée par l'A.M.E.,,  qui dispose ainsi en 2015 d’un réseau de 384,8 km, de 11 737 regards de visite et de 145 postes de relevage et de trois stations d’épuration principales situées à Chalette-sur-Loing, à Amilly et à Vimory. La commune est raccordée à la station d'épuration située sur le territoire de la commune de Chalette-sur-Loing, mise en service le 1er janvier 2004 et dont la capacité nominale de traitement est de  85 000 EH, soit 16 700 m3/jour. Cet équipement utilise un procédé d'épuration biologique dit « à boues activées ». Son exploitation est assurée en 2017 par la Lyonnaise des Eaux Amilly,.
Certaines rues de la commune ne sont pas desservies par le réseau d’eaux usées (réseau d’assainissement collectif) de l’Agglomération montargoise et les habitations doivent dès lors être pourvues d’un système d’assainissement individuel. L’assainissement non collectif (ANC) désigne ces installations individuelles de traitement des eaux domestiques qui ne sont pas desservies par un réseau public de collecte des eaux usées et qui doivent en conséquence traiter elles-mêmes leurs eaux usées avant de les rejeter dans le milieu naturel. L'agglomération montargoise assure le service public d'assainissement non collectif (SPANC), qui a pour mission de vérifier la bonne exécution des travaux de réalisation et de réhabilitation, ainsi que le bon fonctionnement et l’entretien des installations,.

## Population et société

### Démographie
L'évolution du nombre d'habitants est connue à travers les recensements de la population effectués dans la commune depuis 1793. Pour les communes de moins de 10 000 habitants, une enquête de recensement portant sur toute la population est réalisée tous les cinq ans, les populations de référence des années intermédiaires étant quant à elles estimées par interpolation ou extrapolation. Pour la commune, le premier recensement exhaustif entrant dans le cadre du nouveau dispositif a été réalisé en 2006.
En 2022, la commune comptait 2 346 habitants, en évolution de −0,85 % par rapport à 2016 (Loiret : +1,89 %, France hors Mayotte : +2,11 %).
| 1793 | 1800 | 1806 | 1821 | 1831 | 1836 | 1841 | 1846  | 1851  |
| ---- | ---- | ---- | ---- | ---- | ---- | ---- | ----- | ----- |
| 775  | 864  | 798  | 865  | 925  | 972  | 949  | 1 020 | 1 029 |

| 1856 | 1861  | 1866  | 1872  | 1876  | 1881 | 1886 | 1891  | 1896 |
| ---- | ----- | ----- | ----- | ----- | ---- | ---- | ----- | ---- |
| 971  | 1 012 | 1 011 | 1 003 | 1 001 | 987  | 943  | 1 021 | 954  |

| 1901 | 1906 | 1911 | 1921  | 1926  | 1931  | 1936  | 1946  | 1954  |
| ---- | ---- | ---- | ----- | ----- | ----- | ----- | ----- | ----- |
| 910  | 915  | 991  | 1 131 | 1 371 | 1 365 | 1 368 | 1 481 | 1 723 |

| 1962  | 1968  | 1975  | 1982  | 1990  | 1999  | 2006  | 2011  | 2016  |
| ----- | ----- | ----- | ----- | ----- | ----- | ----- | ----- | ----- |
| 1 664 | 1 584 | 1 543 | 1 856 | 1 993 | 2 064 | 2 292 | 2 344 | 2 366 |

| 2021  | 2022  | - | - | - | - | - | - | - |
| ----- | ----- | - | - | - | - | - | - | - |
| 2 373 | 2 346 | - | - | - | - | - | - | - |

Elle est située dans l'aire urbaine de Montargis.

## Économie
Comme dans la majeure partie de l'Orléanais et du Gâtinais, la survenue du phylloxéra, à la fin du XIXe siècle, a profondément modifié la sociologie de la commune. Aux XVIIe et XVIIIe siècles, une bonne moitié des chefs de famille étaient qualifiés de vignerons (activité sans doute non exclusive). Aujourd'hui, l'activité viticole a complètement disparu, hormis pour de rares usages domestiques.
Parallèlement, le développement des établissements Hutchinson, dans la commune voisine de Châlette-sur-Loing, a parachevé le déclin des activités agricoles dans la commune.

## Culture locale et patrimoine

### Lieux et monuments
- L’église Saint-Loup datant de la fin du XIe siècle et de la première moitié du XIIe siècle, fut restaurée à la fin du XIXe siècle. 
Inscription sur l'Inventaire supplémentaire des monuments historiques le 29 décembre 1981.[119] ;
- Le gisement préhistorique de la Pierre-aux-Fées de 2 000 m2, du paléolithique supérieur, au lieu-dit la Grosse-Pierre. 
Inscription sur l'Inventaire supplémentaire des monuments historiques le 26 octobre 1977.[120] ;
- L’ancienne maison du directeur général des canaux d'Orléans et du Loing ou maison des seigneurs du canal, commandée avant 1692 par Nicolas Cadot et construite dans les deux ou trois décennies suivantes. Elle abrite aujourd'hui l'auberge de jeunesse. 
Inscription sur l'Inventaire supplémentaire des monuments historiques le 3 mai 1999.[121]
- Château, détruit en 1358 pendant la guerre de Cent Ans et reconstruit à la fin des XIVe et XVIIe siècles[122] ;
- Le moulin de l'Écluse datant de 1530 et le moulin Neuf de 1830 ;
- Plusieurs écluses ;
- La forêt domaniale de Montargis ;
- Les rives du Loing ;
- Une cité ouvrière de Cepoy, construite par les architectes Raguenet et Maillard, a fait l'objet d'un article dans la revue L'Architecture en 1923[123] ;
- Le viaduc du Loing, pont métallique de type bipoutre franchissant le Loing entre la commune et Fontenay-sur-Loing.

Aperçu de Cepoy
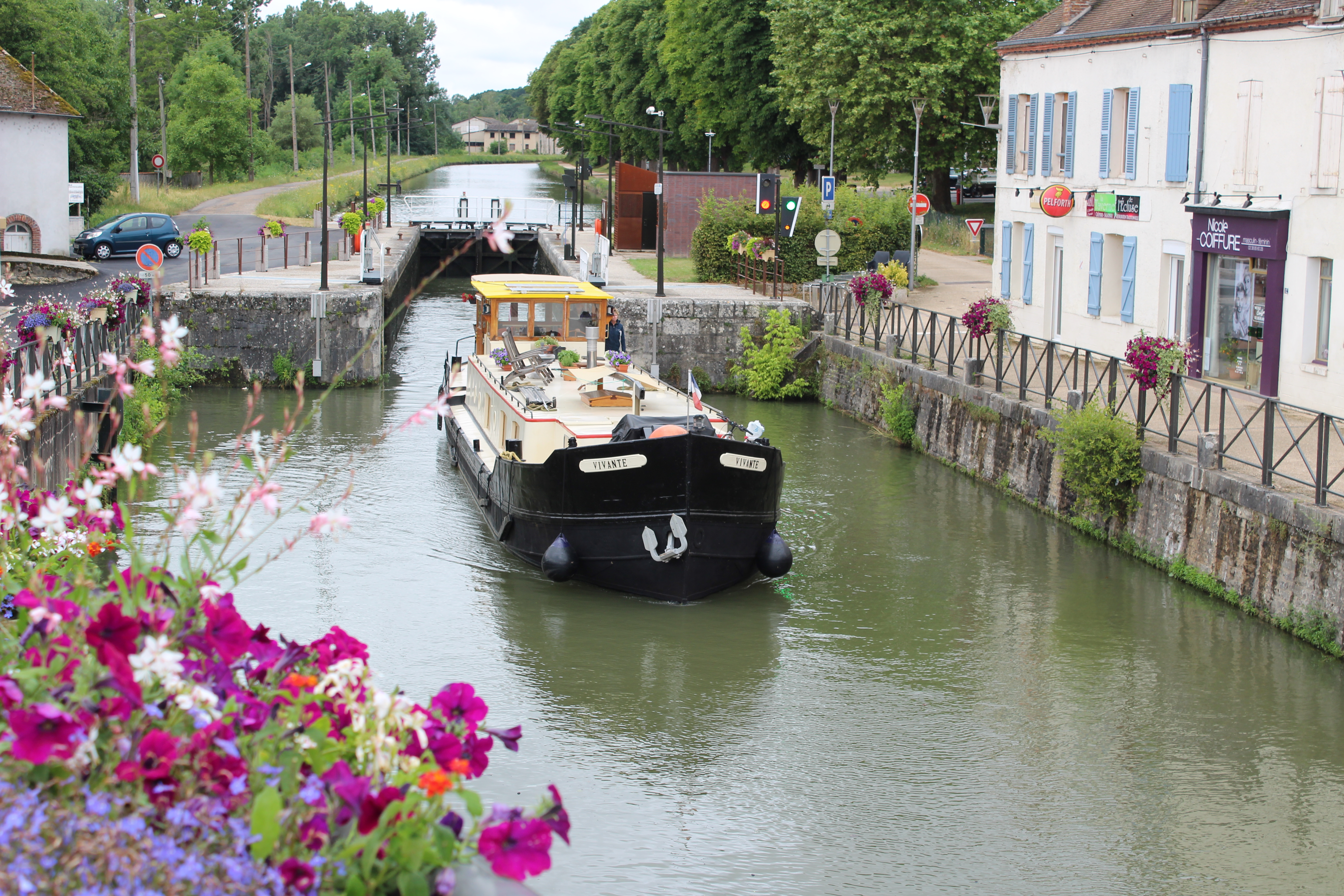
Ecluse de Cepoy - Canal du Loing
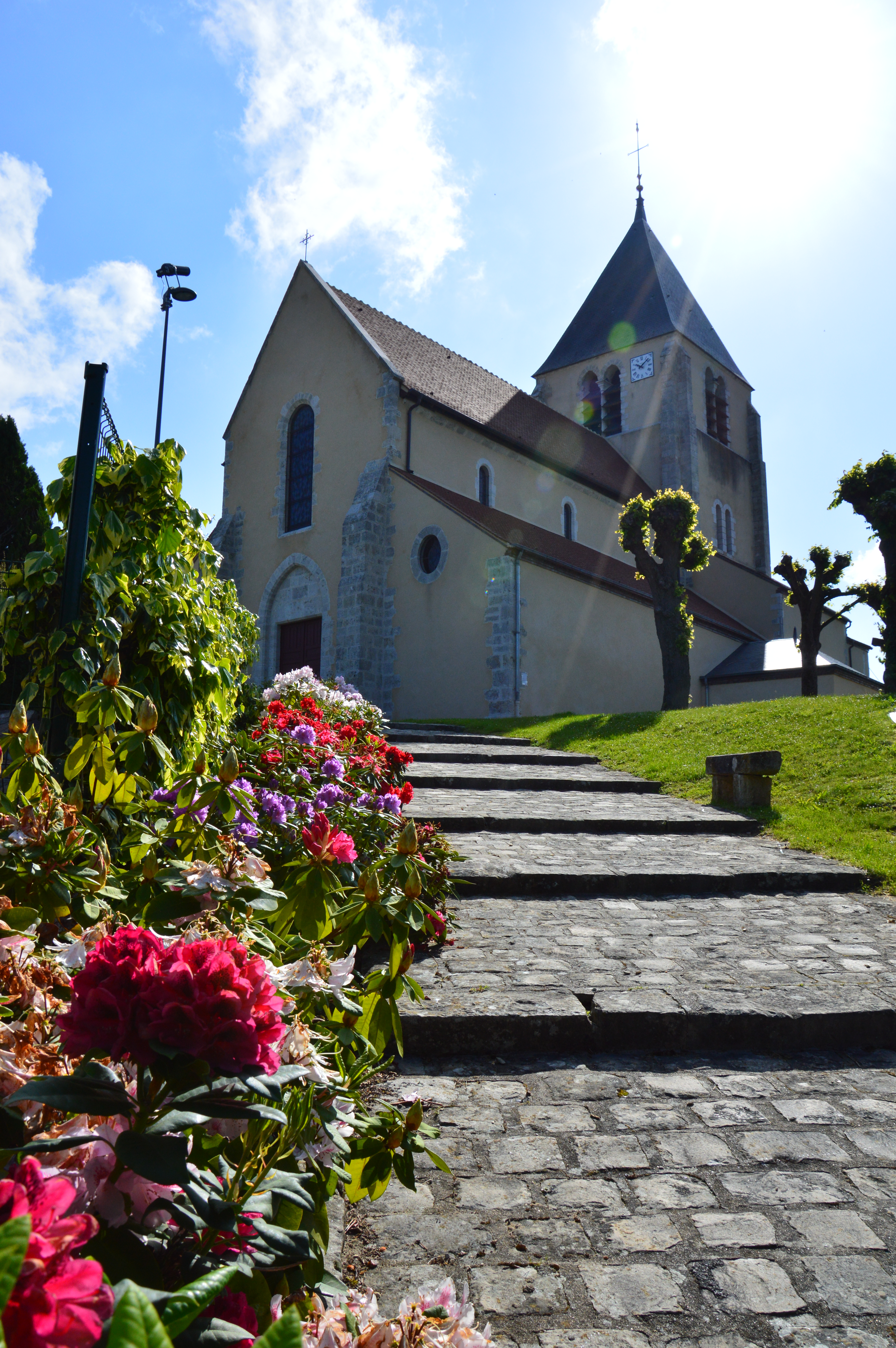
Église Saint Loup
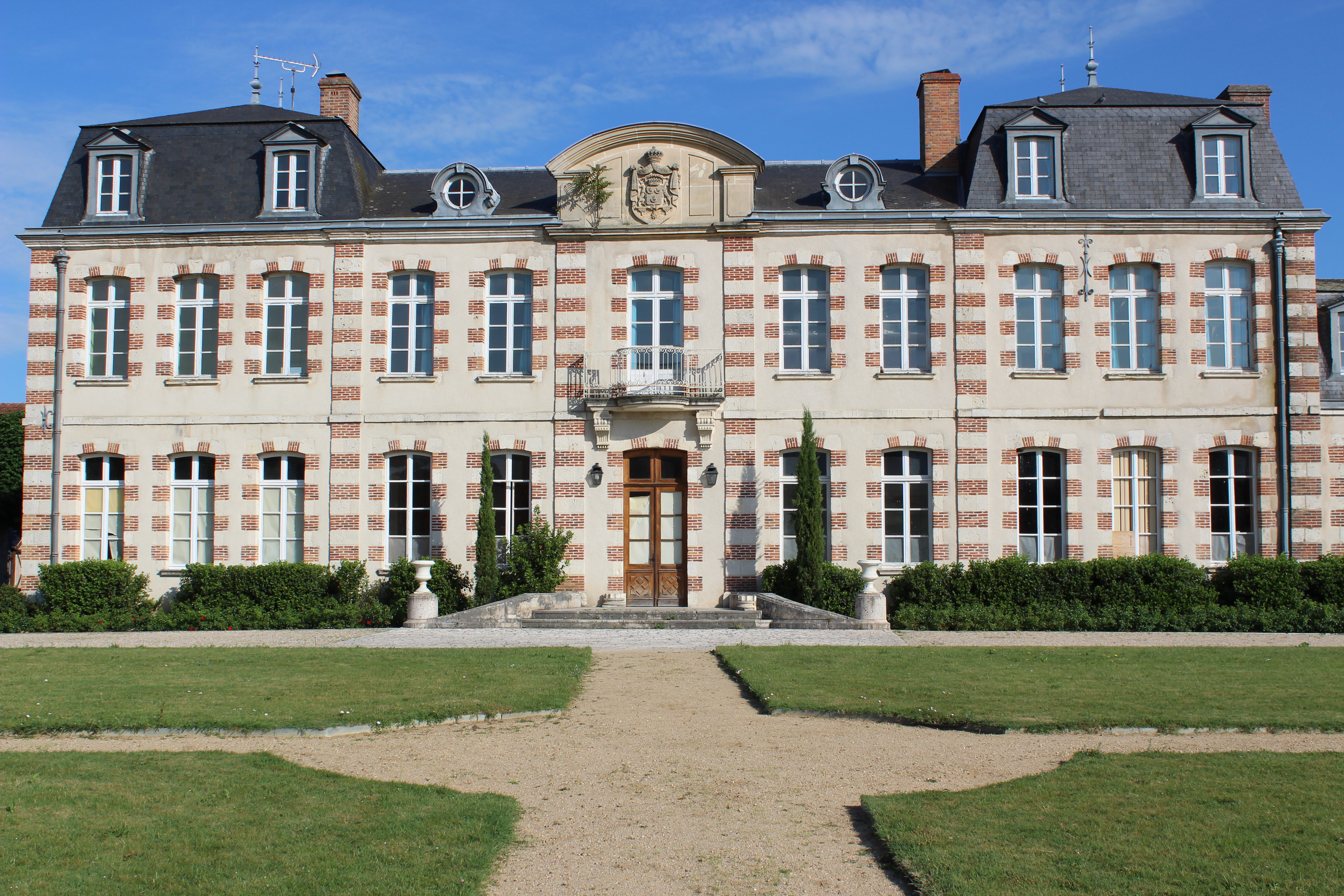
Château de Cepoy
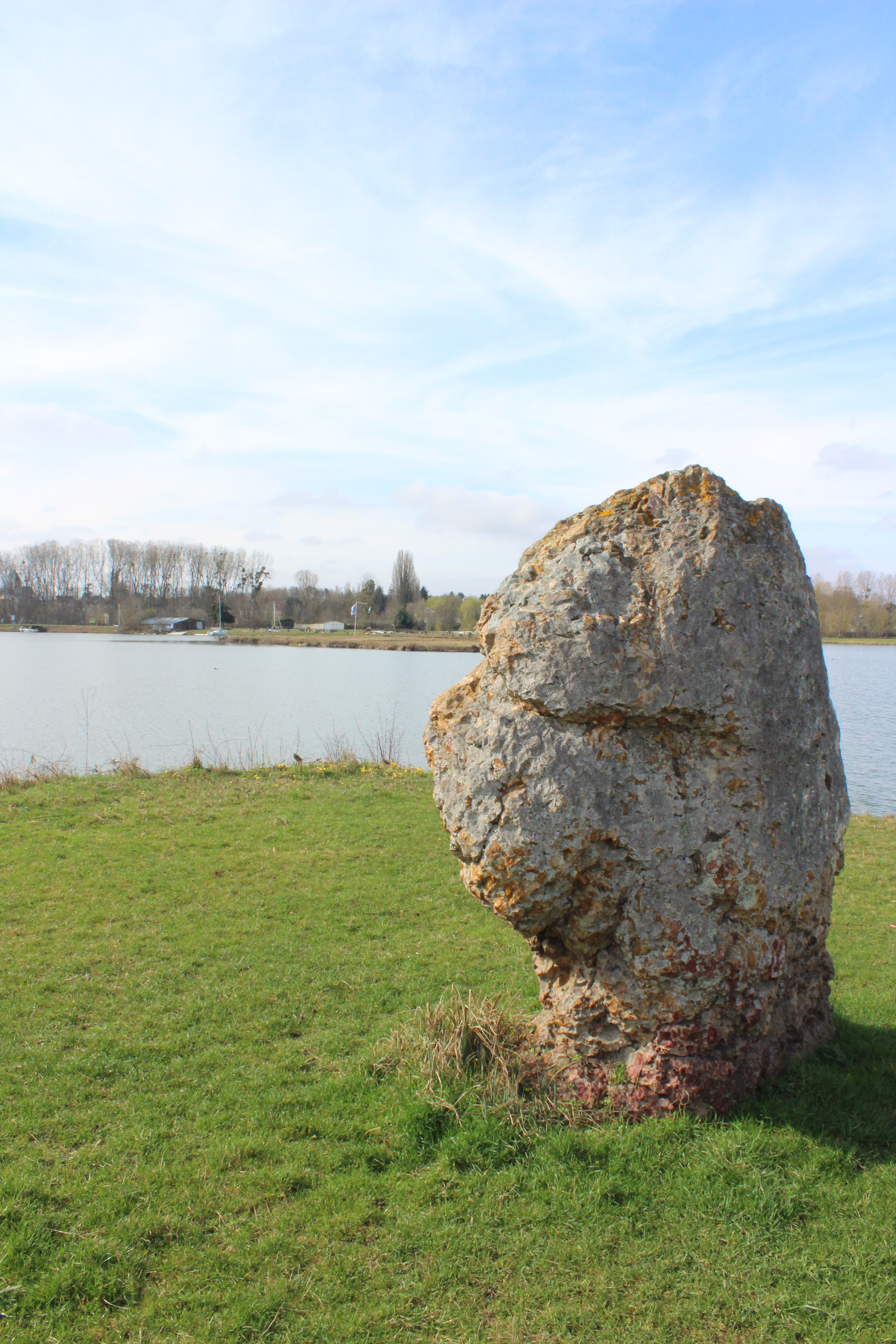
Pierre aux fées
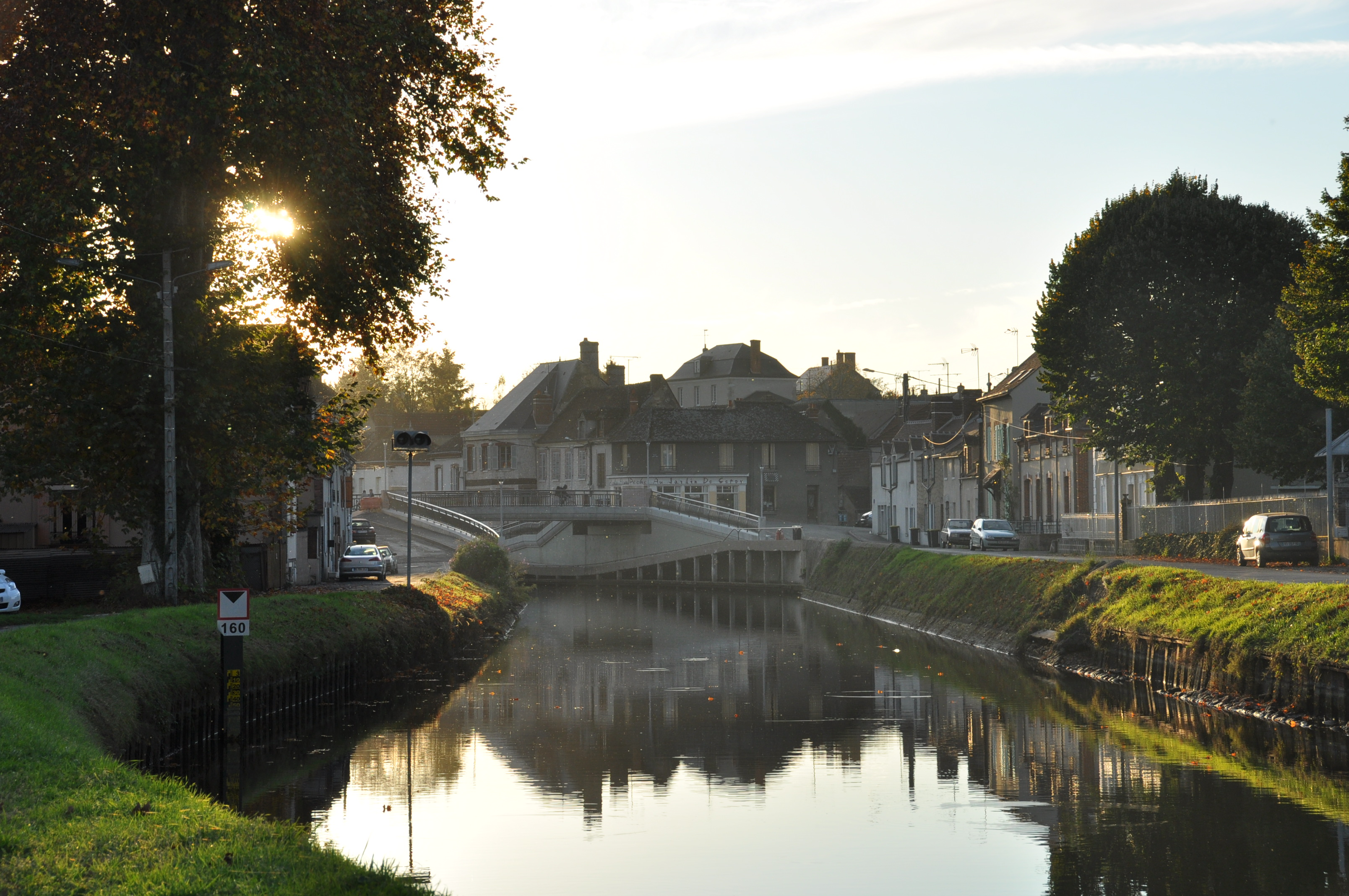
Canal du Loing
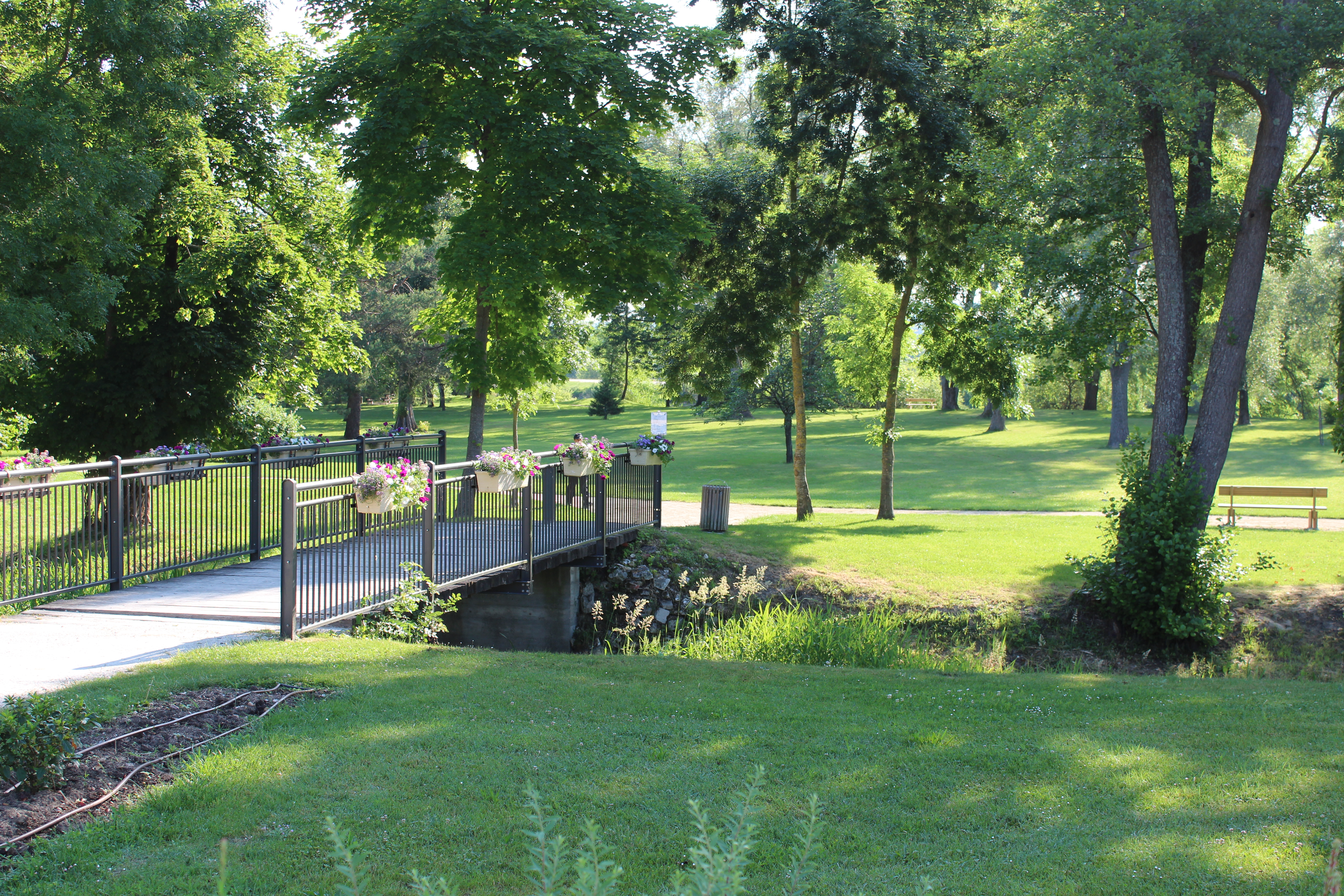
Isle - Parc de Cepoy
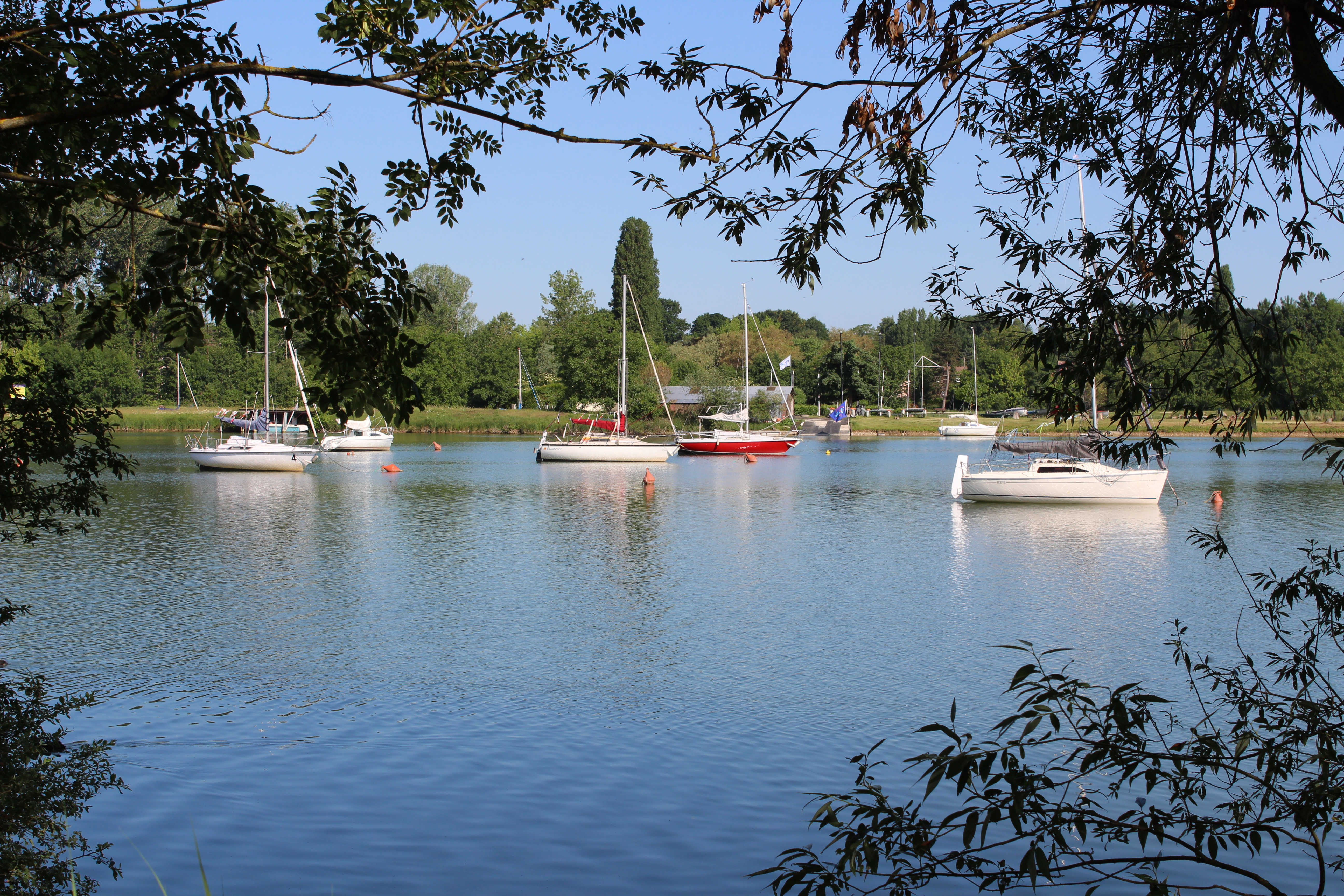
Etang de la Grosse Pierre - Base nautique
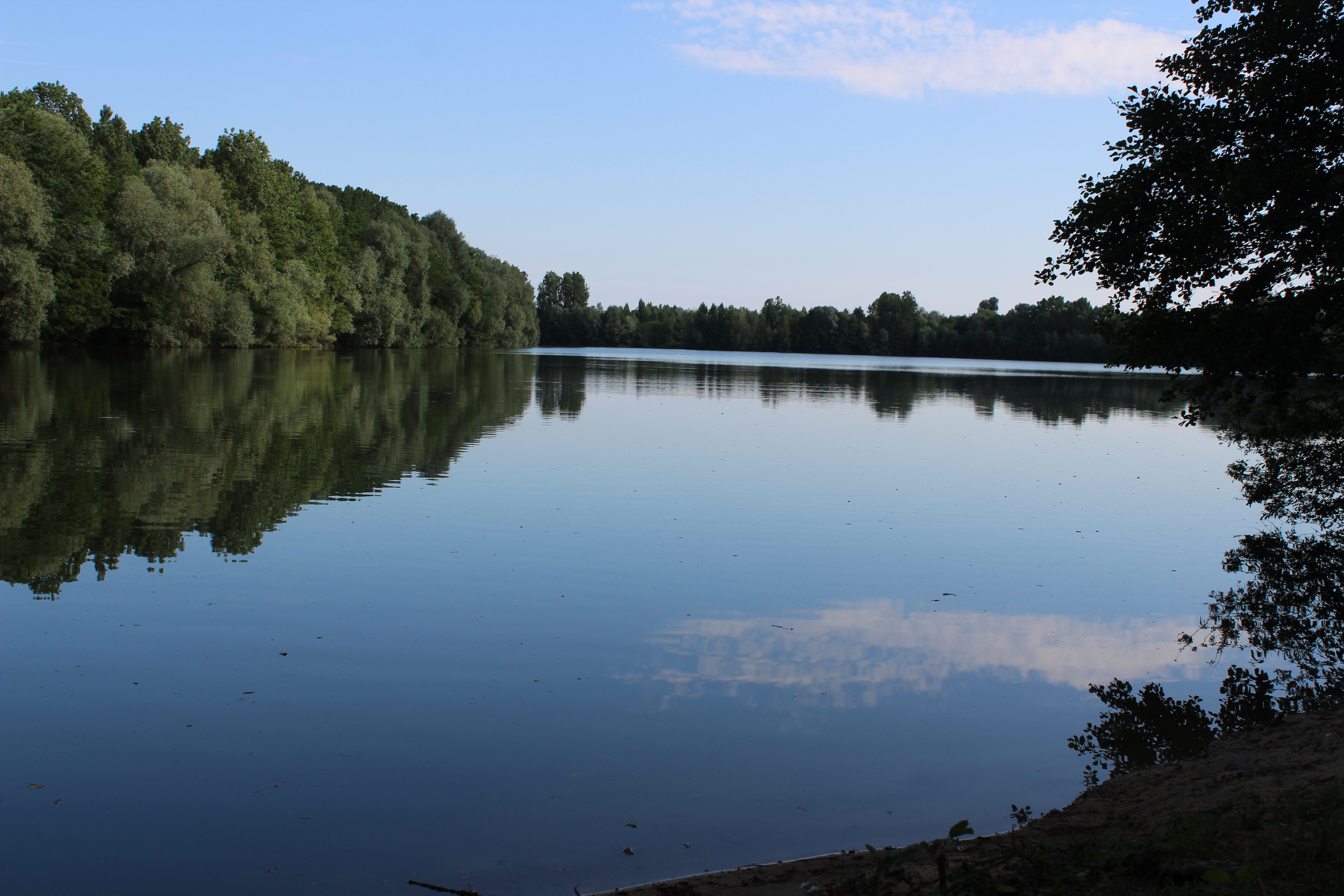
Etang de Vaussel
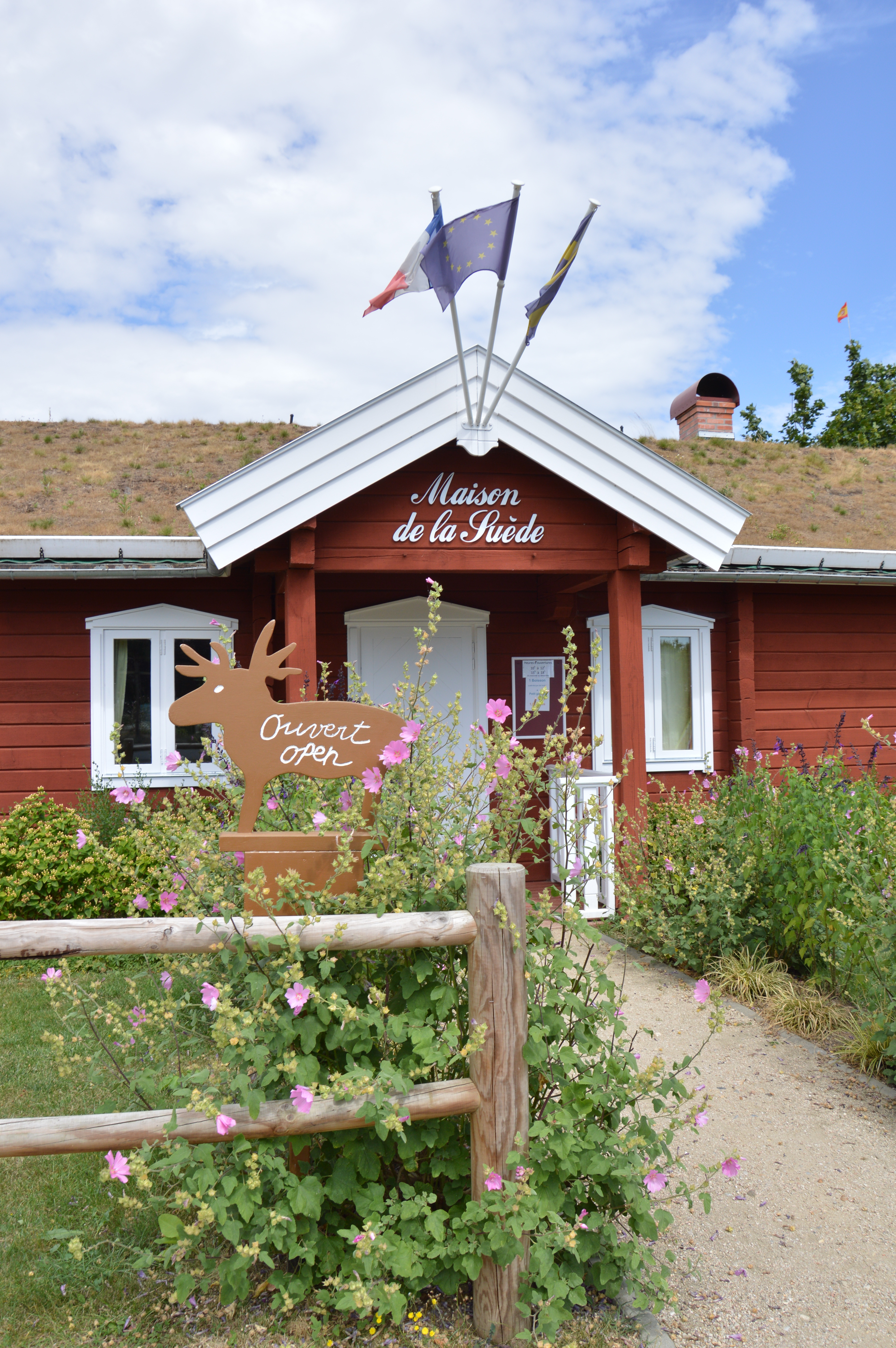
Maison de la Suède
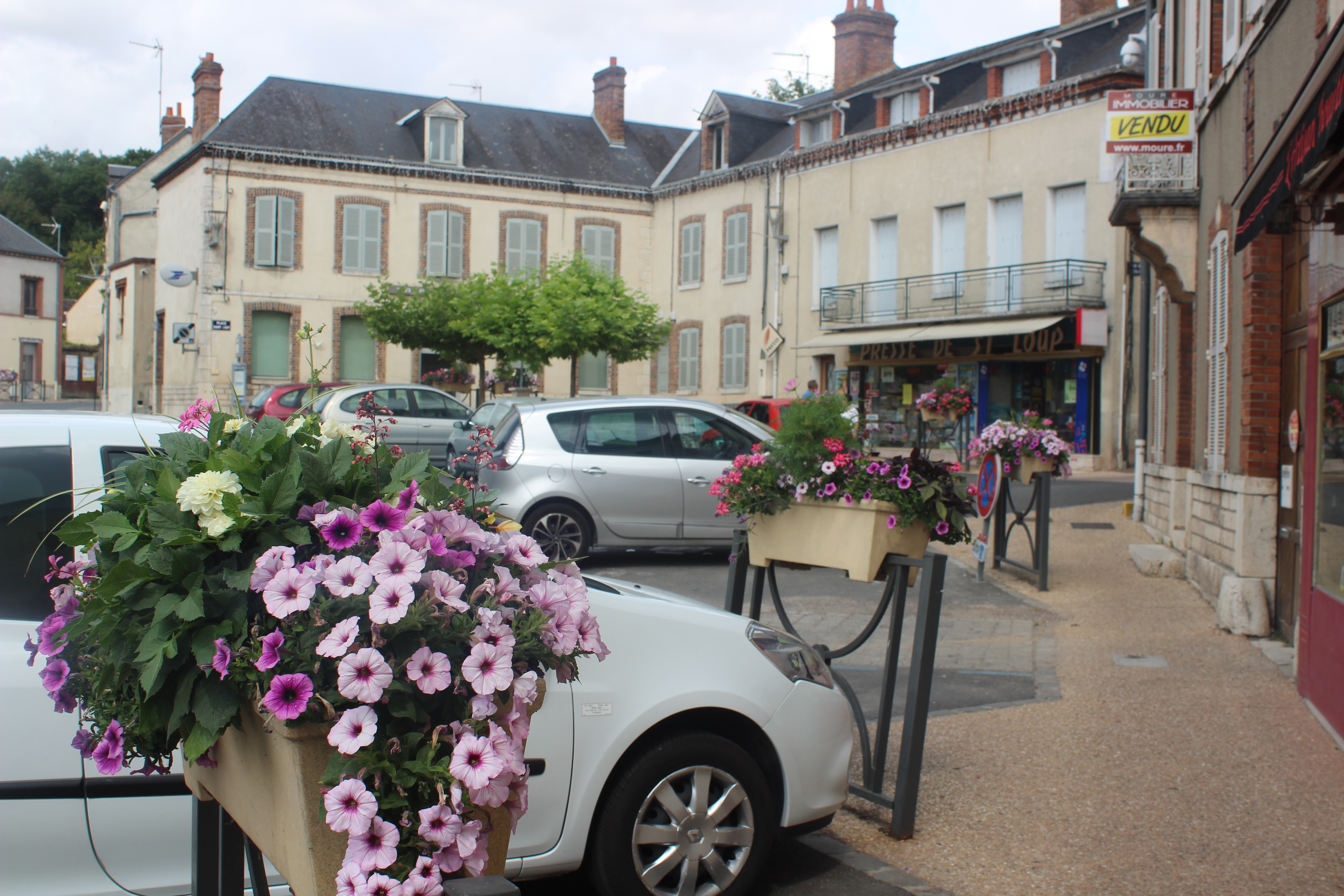
Centre-ville

### Personnalités liées à la commune
- Raoul Nordling (1881-1962), consul de Suède à Paris sous l'occupation, est enterré à Cepoy[124], où il séjournait fréquemment et où sa sœur Alice Fiévet vivait dès avant la Première Guerre mondiale ;
- Rémy Julienne, cascadeur français, né à Cepoy le 17 avril 1930 et enterré au cimetière de Cepoy ;
- Franck Gava, ancien joueur international de football né en 1970, est originaire de Cepoy où il a commencé sa carrière ;
- Stéphane Robert, joueur de tennis professionnel, né en 1980, ayant atteint la 61e place mondiale en 2010 ;
- Eddie Kuligowski, photographe français, y est décédé le 15 janvier 2021 et y est inhumé.

### Manifestations
Fête du village : fête Saint-Loup le premier week-end de septembre. Spectacles, retraite aux flambeaux, feu d'artifice, etc.

### Divers
Le nom « Cepoy », habituellement prononcé /se.pwa/ jusque dans la première moitié du XXe siècle, a inspiré l'un des noms de plume – « Jacques Cépoy » (avec un accent) – du journaliste Pierre Pujo, qui avait quelques racines maternelles à Ferrières-en-Gâtinais, mais aussi à Mignères et Pannes ; le nom du « haras de Cepoy », un élevage de chevaux lipizzan situés à Loches (Indre-et-Loire), propriété de Chantal Bouvier de Lamotte, Miss France 1972.
La commune possède plusieurs labels : 
- le label touristique de Station verte[125],
- le label touristique Station Pêche,
- 3 fleurs au label Villes et Villages Fleuris,
- @@@@@ au label Village Internet.